# محمد حسن عبد العزيز
محمد حسن عبد العزيز (1942- 2023 م) من علماء العربية، باحث ومحقق ومترجم مصري، عضو مجمع اللغة العربية في القاهرة، وأستاذ علم اللغة بكلية دار العلوم في جامعة القاهرة.

## ولادته وتحصيله
ولد محمد حسن عبد العزيز بمدينة فاقوس بمحافظة الشرقية عام 1942م. واستكمل حفظ القرآن الكريم وتجويده في مدينة المنصورة، والتحق بمعهد المنصورة الديني، ونال منه الشهادة الثانوية عام 1964م.
التحق بكلية دار العلوم، ونال منها الإجازة (الليسانس) في اللغة العربية والعلوم الإسلامية بمرتبة الشرف عام 1968م، ثم حصل على درجة العالِمية الماجستير عام 1975م، وعلى درجة العالِمية العُليا الدكتوراه في علم اللغة بمرتبة الشرف الأولى عام 1978م.

## عمله ووظائفه
عمل محررًا في مجمع اللغة العربية بالقاهرة من 1969 إلى 1971، حين عُيِّن معيدًا في كلية دار العلوم جامعة القاهرة، وتدرَّج في هيئة التدريس حتى نال درجة أستاذ (بروفيسور) في علم اللغة عام 1991م. وعُيِّن وكيلًا لكلية دار العلوم لشؤون الدراسات العليا والبحوث من 1993 إلى 1995، ثم أُعير إلى كلية الآداب بجامعة الكويت أستاذًا بقسم اللغة العربية. وبعد عودته من الإعارة عُين رئيسًا لقسم علم اللغة في كلية دار العلوم عام 1999م.
ودرَّس أيضًا في جامعة الملك عبد العزيز بجُدة، وجامعة أم القرى بمكة المكرمة، وكلية التربية بالمدينة المنورة، وكلية الدراسات العربية بالفيوم. ومن المقررات التي درَّسها: علم اللغة العام، وعلم الدلالة، والمعاجم العربية، ومشكلات اللغة العربية المعاصرة، وعلم اللغة العربية وتاريخ اللغة، وعلم اللغة الاجتماعي، ومناهج البحث اللغوي، والمصطلحية والمصطلح اللغوي.
ودرَّس في كلية الإعلام وفي معهد التدريب الإذاعي والتلفزيوني مواد: الأصوات، والنحو، والتدريب اللغوي، والأخطاء الشائعة.
وأشرف على عدد كبير من رسائل الماجستير والدكتوراه في الجامعات التي درَّس فيها.
وكان عُين خبيرًا في مجمع اللغة العربية بالقاهرة عام 1978م، في لجنتَي الأصول والألفاظ والأساليب، ثم انتُخب عضوًا في المجمع عام 2003، في المكان الذي خلا بوفاة الدكتور عبد السميع محمد أحمد. وهو عضو اللجنة العلمية لهيئة المعجم التاريخي للغة العربية باتحاد المجامع العربية، وعضو جميعة تعريب العلوم، وجمعية حماية اللغة العربية.

## كتبه وآثاره
كان له نشاط كبير في التأليف والترجمة والتحقيق، وقُدر لمؤلفاته أن تُنشر غير مرة، وأن تكون مراجعَ موثقة للباحثين في علم اللغة.

### مؤلفاته:
1. «مدخل إلى علم اللغة» 1983
2. «سوسير رائد علم اللغة الحديث» 1989
3. «المصاحبة في التعبير اللغوي» 1989
4. «النحت في اللغة العربية» 1990
5. «التعريب في القديم والحديث مع معاجم للألفاظ المعرَّبة» 1990
6. «الوضع اللغوي للفصحى في العصر الحديث» 1991
7. «القياس في اللغة العربية» 1994
8. «مصادر البحث اللغوي» 1996
9. «المصطلح العلمي عند العرب» 2000
10. «لغة الصِّحافة المعاصرة» 2002
11. «الربط بين الجمل في اللغة العربية المعاصرة» 2003
12. «المجمعيون في خمسة وسبعين عامًا» بالاشتراك مع الدكتور محمد مهدي علام، بإشراف رئيس المجمع الدكتور محمود حافظ 2007
13. «في تطور اللغة العربية: بحوث مجمعية في الأصول» 2008
14. «المعجم التاريخي للغة العربية وثائقُ ونماذج» 2008
15. «علم اللغة الاجتماعي» 2009
16. «العربية الفصحى المعاصرة قضايا ومشكلات» 2011
17. «كتاب سيبويه: مادَّته ومنهجه، وآثاره في العلوم العربية» 2013
18. «مستقبل اللغة العربية» 2015
19. «في تاريخ اللغة العربية: العصر المملوكي والعثماني»  2018
20. «في تاريخ اللغة العربية: لغة الحكاية في ألف ليلة وليلة» 2020
21. «علم اللغة الحديث»[5]

### ترجماته:
1. «العربية الفصحى الحديثة» لستتكيفتش، 1988
2. «المصطلحية والمعجم التقني» لساجر، 1996
3. «التراث اللغوي العربي» لبوهاس وجيوم وكولوغلى، بالاشتراك مع الدكتور كمال شاهين، 2000

### تحقيقاته:
1. «ما يُعَوَّل عليه في المُضاف والمُضاف إليه» للمُحبِّي، الجزء الأول.
2. «شرح ديوان رؤبة» مراجعة جزء منه.
3. «حواشي ابن بري» مراجعة جزء منه.

### بحوثه:
وله عشرات البحوث العلمية نشرها في: مجلة اللسان العربي بالرباط، ومجلة مجمع اللغة العربية بالأردن، ومجلة فصول، ومجلة مجمع اللغة العربية بالقاهرة، ومجلة كلية دار العلوم.
ومن أهم بحوثه:
1. كيف ننجز الأشياء بالكلمات؟ (نظرية أوستين في الفعل الكلامي) مجلة كلية دار العلوم العدد (18) 1995م.
2. كيف ننجز الأشياء بالكلمات؟ (النظرية العربية للفعل الكلامي في النحو العربي والبلاغة والفقه) مجلة كلية دار العلوم العدد (19) 1995م.
3. تيسير النحو العربي للناشئة، مجلة كلية دار العلوم، العدد (16) 1994م.
4. علي مبارك بين ثقافتين، مجلة كلية دار العلوم، العدد (17) 1994م.
5. خصائص العربية المعاصرة (مظاهر حداثتها في المفردات والتراكيب)، نُشر وتُرجم إلى الفرنسية في أعمال المؤتمر اللغوي العالمي بجامعة حُلوان، بترجمة الدكتورة هناء فريد.
6. اللغة العلمية في القرن التاسع عشر، مجلة كلية دار العلوم العدد (31) 1999م.
7. اللغة العلمية في العصر العباسي، نشر في: اللغة: سلسلة أوراق في علم اللغة، الورقة الرابعة 2005م.
8. طرق البحث العلمي في دراسة اللغة، مجلة كلية دار العلوم، العدد (36) 2005م.
9. المصطلح العلمي العربي: المبادئ والآليات، مجلة فصول العدد 65 خريف 2004م - شتاء 2005م.
10. عبد الله النديم بين الفصحى والعامية، مجلة كلية دار العلوم.
11. التخطيط اللغوي بين مؤسسات الدولة ومؤسسات المجتمع المدني، مجلة الألسن للترجمة - جامعة عين شمس، العدد 11، 2013م.
12. الفصحى والعامية في تراث يعقوب صنوع في المسرح والصحافة، مجلة مجمع اللغة العربية العدد 142م.[6]

## المؤتمرات والمحاضرات

### المؤتمرات:
شارك محمد حسن عبد العزيز في عدد كبير من المؤتمرات قدَّم فيها بحوثًا رصينة، منها:
- مؤتمر تطوير اللغة العربية في المرحلة الثانوية، بحثه بعنوان: كتب النحو والاستخدام اللغوي المعاصر، 1988م.
- مؤتمر أهداف تعليم اللغة العربية (وزارة المعارف السعودية)، بحثه بعنوان: دراسة نقدية لأهداف تعليم اللغة العربية في المرحلة الابتدائية، 1986م.
- مؤتمر اللغة العربية في المستوي الجامعي - جامعة الإمارات العربية، بحثه بعنوان: تيسير النحو العربي للناشئة: الهيئات الرسمية، 1992م.
- مؤتمر التعريب الثامن بدمشق (برعاية مكتب تنسيق التعريب بالرِّباط)، 1994م.
- مؤتمر تعريب العلوم الهندسية والرياضية (الجمعية المصرية لتعريب العلوم بالاشتراك مع جامعة الأزهر)، بحثه بعنوان: تجارِب ناجحة في تعريب العلوم الهندسية والرياضية، 1995م.
- المؤتمر الثاني لتعريب العلوم (الجمعية المصرية لتعريب العلوم بالاشتراك مع جامعة الأزهر)، بحثه بعنوان: المصطلح الطبِّي بين الترجمة والتعريب، 1996م.
- المؤتمر الدَّولي للتفاعل بين اللغات (جامعة حلوان 2004م)، بحثه بعنوان: تأثير اللغات الأجنبية في العربية المعاصرة (الإنجليزية نموذجًا)، ترجمته إلى الفرنسية الدكتورة هناء فريد.
- الموسم الثقافي الثالث والعشرون لمجمع اللغة العربية الأردني 2005م، بحثه بعنوان: اللغة العربية في القرن الحادي والعشرين، من منشورات المجمع 2005م.
- مؤتمر علم اللغة الدولي الثالث بكلية دار العلوم، بحثه بعنوان: تحليل مضمون الإعلان عن المدارس الأجنبية، نشر في كتاب المؤتمر 2006م.
- مؤتمر الطفل العربي (مكتبة الإسكندرية)، بحثه بعنوان: كيف نصنع معجمًا للطفل العربي؟ 2005م.[7]

### المحاضرات:
ألقى الكثير من المحاضرات العامة، وشارك في الندوات بنادي جُدَّة الأدبي، ونادي المدينة المنوَّرة الأدبي بالسعودية، وجمعية الأدب المقارن بكلية الآداب جامعة القاهرة، والمجلس الأعلى للثقافة.
ومن أهم محاضراته:
- (اللغة العربية المعاصرة) نادي المدينة المنورة 1983.
- (التراث اللغوي وكيف نستفيد منه) نادي المدينة المنورة 1984.
- (الفصحى والثقافة العربية المعاصرة) نادي جُدة الأدبي 1987.
- (الحقول الدلالية في كتاب المخصص لابن سيده ) الموسم الثقافي بكلية دار العلوم 1988.
- (اللغة العلمية في العصر العباسي) الموسم الثقافي لجامعة أم القرى 1933.
- (المصطلح العلمي في العصر الحديث: المشكلة والحلول المقترحة) نادي جُدة الأدبي 1933.
- (علي مبارك بين ثقافتين) بمناسبة الاحتفال بمرور مئة عام على وفاة مؤسس دار العلوم علي باشا مبارك، 1993.
- (أدب الرحلة إلى المغرب في القرن التاسع عشر: رحالة المغرب العربي) جمعية الأدب المقارن بكلية الآداب جامعة القاهرة 1994.[3]

## وفاته
توفي محمد حسن عبد العزيز يوم الاثنين 5 جُمادى الآخرة 1445هـ الموافق 18 ديسمبر2023م.